# Thalita Vitória Simplício
Thalita Vitória Simplício da Silva (Natal, 20 de agosto de 1997) é uma atleta paralímpica brasileira. Thalita nasceu com glaucoma e aos 12 anos tornou-se totalmente cega. Aos 15 iniciou sua carreira no atletismo em um projeto do Comitê Paralímpico Brasileiro, mas sempre praticou esportes em sua vida, como natação, karatê e goalball.
Conquistou a medalha de prata nos Jogos Paralímpicos de Verão de 2016 no Rio de Janeiro, representando seu país na categoria revezamento 4x100m T11-T13. Nos Jogos Paralímpicos de Verão de 2020, a atleta ficou novamente com a medalha de prata, dessa vez na categoria 400m da classe T11, fechando a prova com um tempo de 56s80, sendo seu melhor tempo na carreira.
Além das medalhas em Jogos Paralímpicos, Thalita também coleciona outros pódios em mundiais na modalidade 400m rasos T11, como um bronze em Doha 2014 e prata em Dubai 2019.
Em Jogos Parapan-Americanos a lista de medalhas da atleta é ainda maior, são cinco medalhas no total, sendo todas de prata: Toronto 2015 (200m; 400m e Salto em distância) e Lima 2019 (100m e 200m).
No Mundial Paris de 2023, disputado em julho, obteve medalha de bronze na prova de 100m, que foram percorridos no tempo de 12s30. O pódio foi dividido com outra atleta brasileira, Jerusa Geber, que ficou com o ouro.

## Prêmios e Honrarias
Thaltita foi homenageada pelo governo estadual do Rio Grande do Norte, como reconhecimento por sua atuação nos Jogos Paralímpicos de 2016, no Rio de Janeiro. Outros 13 atletas também receberam as honrarias na ocasião.